# Carnaval de Veneza

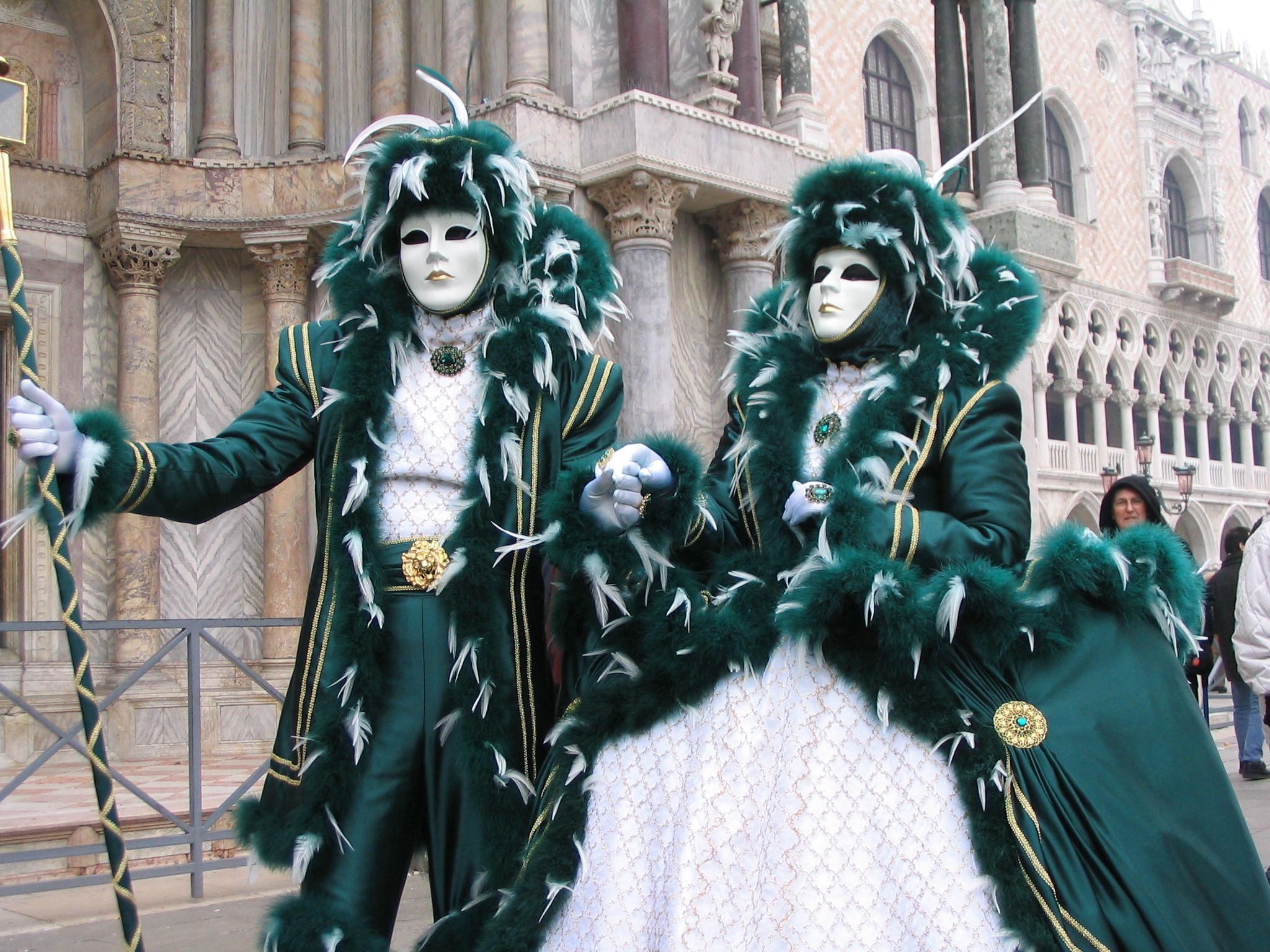
Carnaval de Veneza

O Carnaval de Veneza é um festival anual realizado em Veneza, Itália, famoso em todo o mundo por seus trajes elaborados e máscaras. O carnaval termina na terça-feira de carnaval (Martedì Grasso ou Mardi Gras), que é um dia antes do início da Quaresma, na quarta-feira de cinzas.
O carnaval tem suas origens na Idade Média, existindo por vários séculos até ser abolido em 1797. A tradição foi revivida em 1979, e o evento moderno agora atrai aproximadamente 3 milhões de visitantes anualmente.

## História

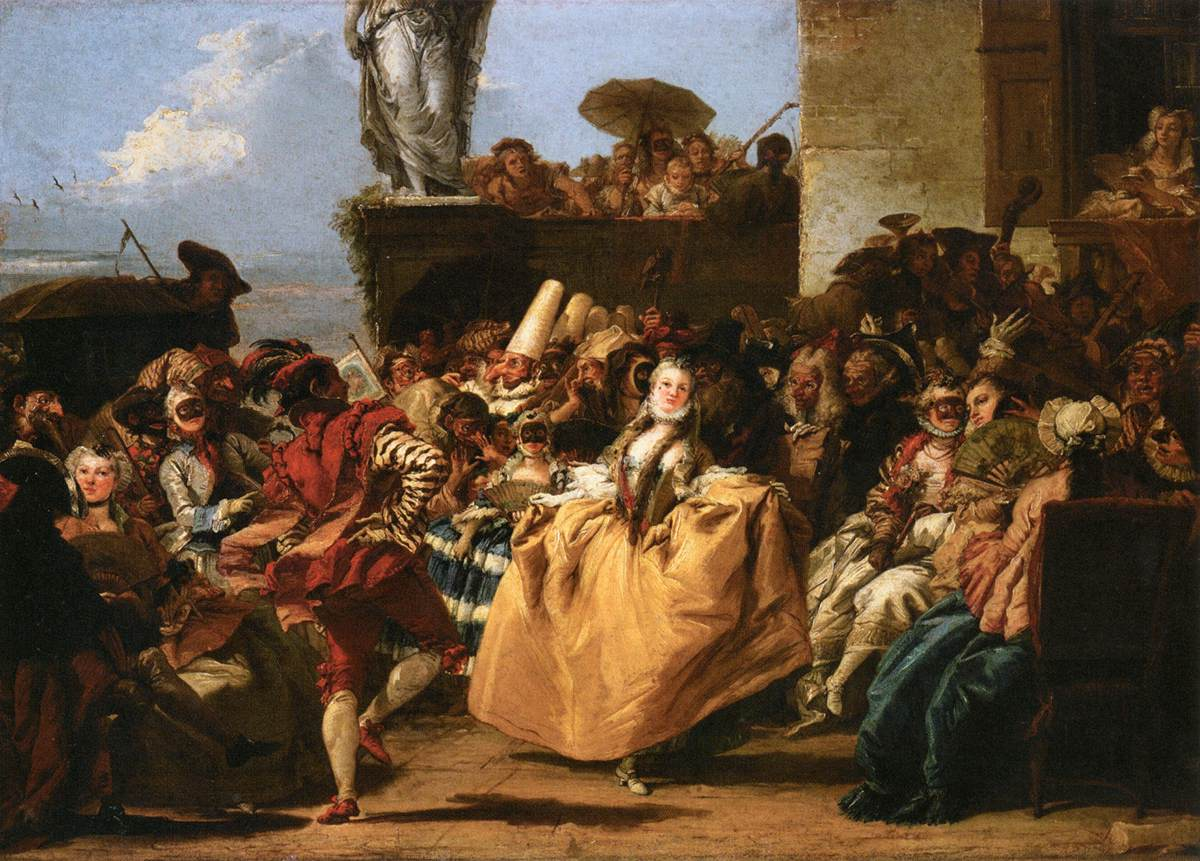
Carnaval em Veneza, de Giovanni Domenico Tiepolo, 1750

Segundo a lenda, o Carnaval de Veneza começou após a vitória militar da República de Veneza sobre o patriarca de Aquileia, Ulrico di Treven, no ano de 1162. Em homenagem a esta vitória, o povo começou a dançar e se reunir na Praça de São Marcos. Aparentemente, este festival começou nesse período e tornou-se oficial durante o Renascimento.  No século 17, o carnaval barroco preservou a imagem de prestígio de Veneza no mundo. Foi muito famoso durante o século 18. Encorajava a licença e o prazer, mas também era usado para proteger os venezianos da angústia presente e futura. No entanto, sob o governo do Sacro Imperador Romano e mais tarde Imperador da Áustria, Francisco II, o festival foi totalmente proibido em 1797 e o uso de máscaras tornou-se estritamente proibido. Reapareceu gradualmente no século 19, mas apenas por curtos períodos e, sobretudo, para festas particulares, onde se tornou ocasião para criações artísticas.
Depois de uma longa ausência, o Carnaval retornou em 1979. O governo italiano decidiu trazer de volta a história e a cultura de Veneza e procurou usar o tradicional Carnaval como peça central de seus esforços. A remodelação das máscaras começou como a busca de alguns estudantes universitários venezianos para o comércio turístico. Desde então, cerca de 3 milhões de visitantes vêm a Veneza todos os anos para o Carnaval.  Um dos eventos mais importantes é o concurso para la maschera più bella ("a máscara mais bonita"), que é julgado por um painel de figurinistas e estilistas internacionais.

## Na cultura
O conto O Barril de Amontillado, escrito por Edgar Allan Poe, se passa em Veneza durante o carnaval.
As máscaras venezianas aparecem com destaque nos filmes De Olhos Bem Fechados e O Sábado das Bruxas, de Marco Bellocchio. As lojas que forneceram as máscaras incluem Ca' Macana e Il Canovaccio em Veneza.

## Galeria

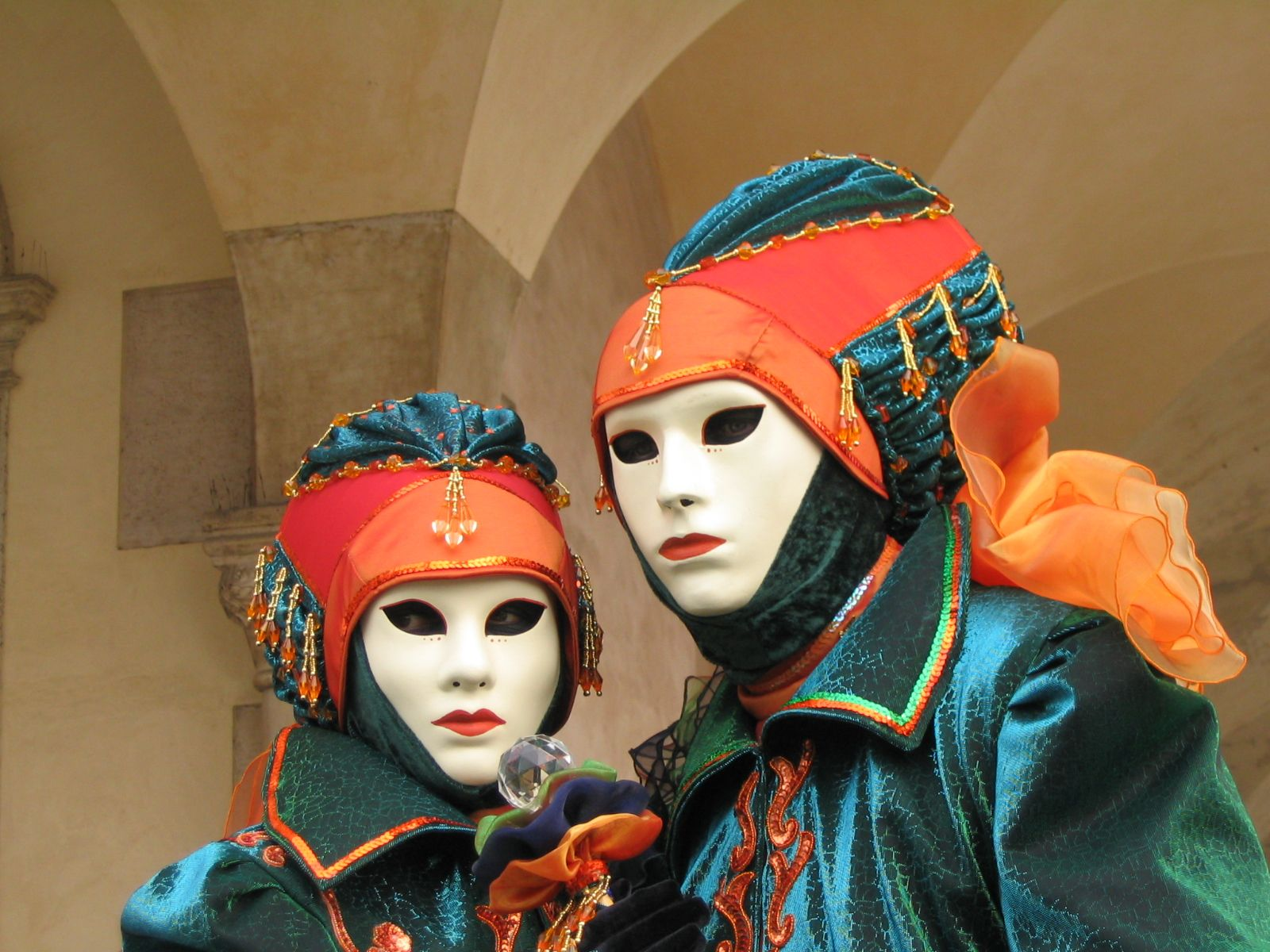
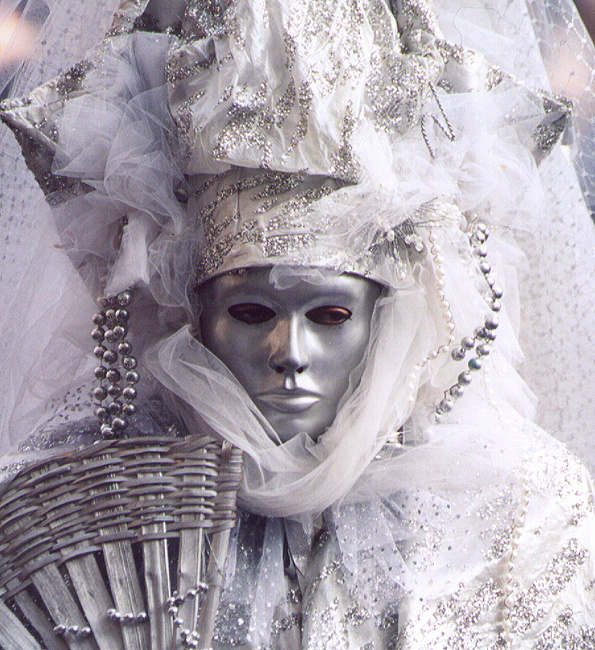
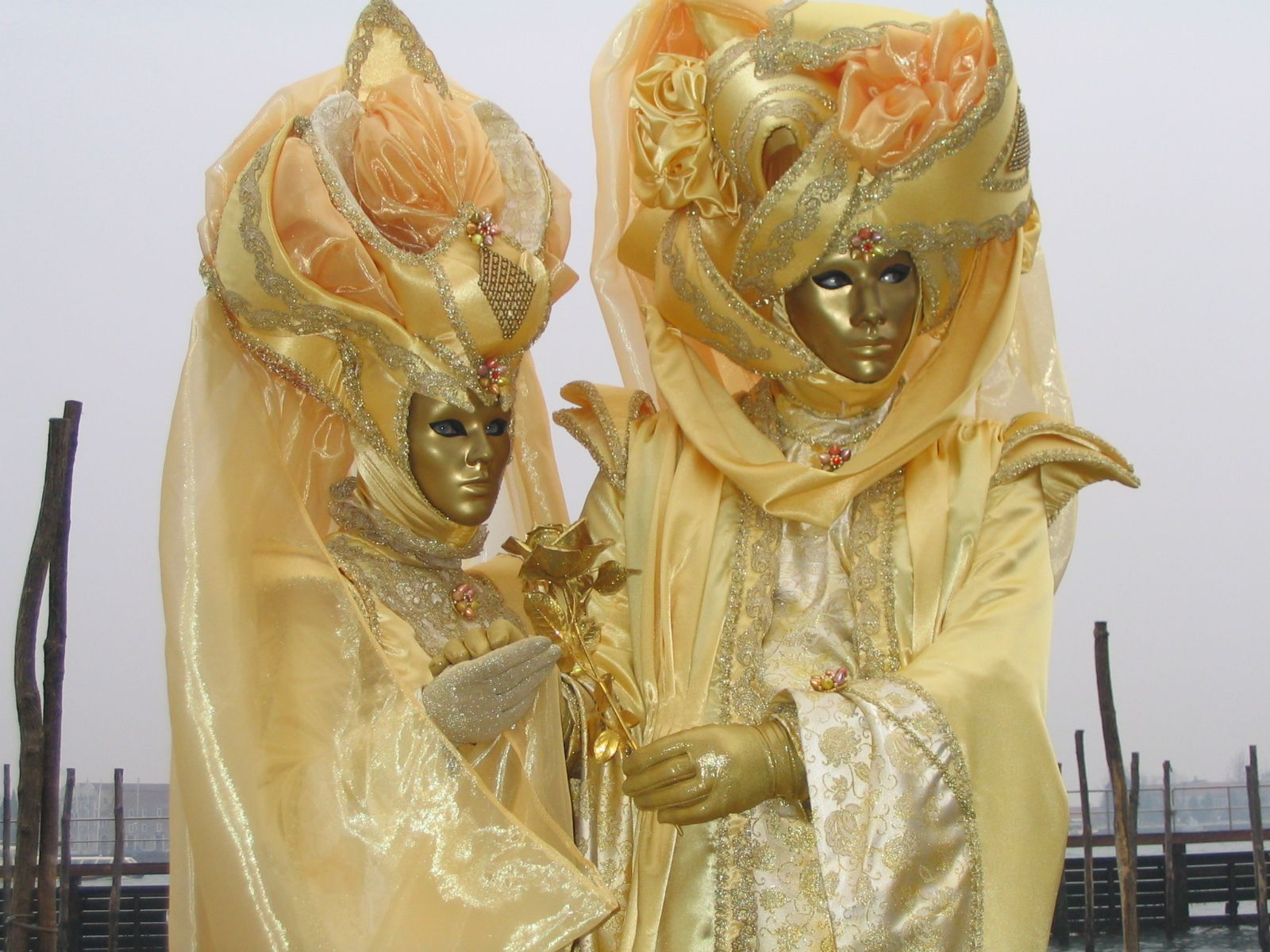
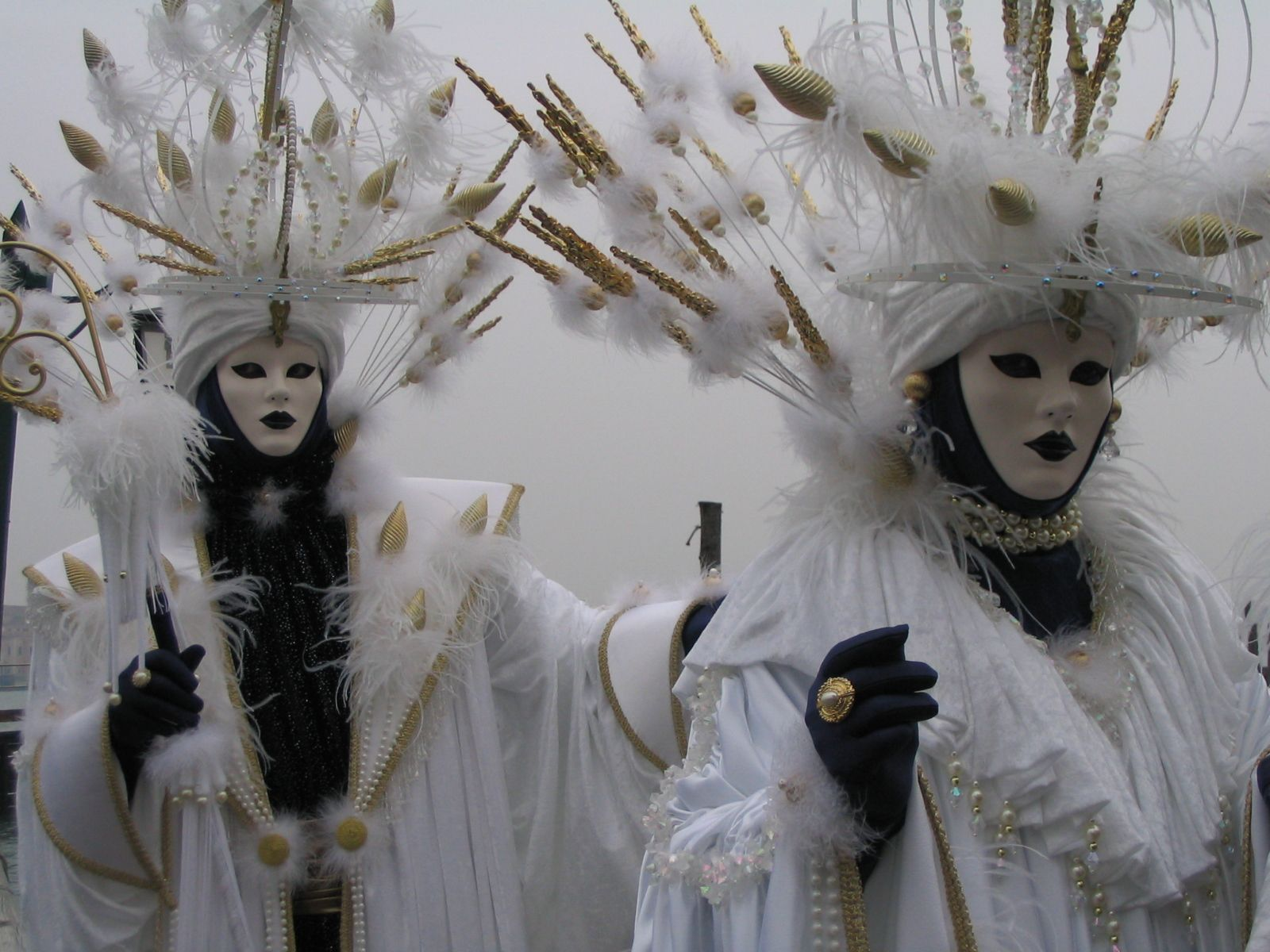
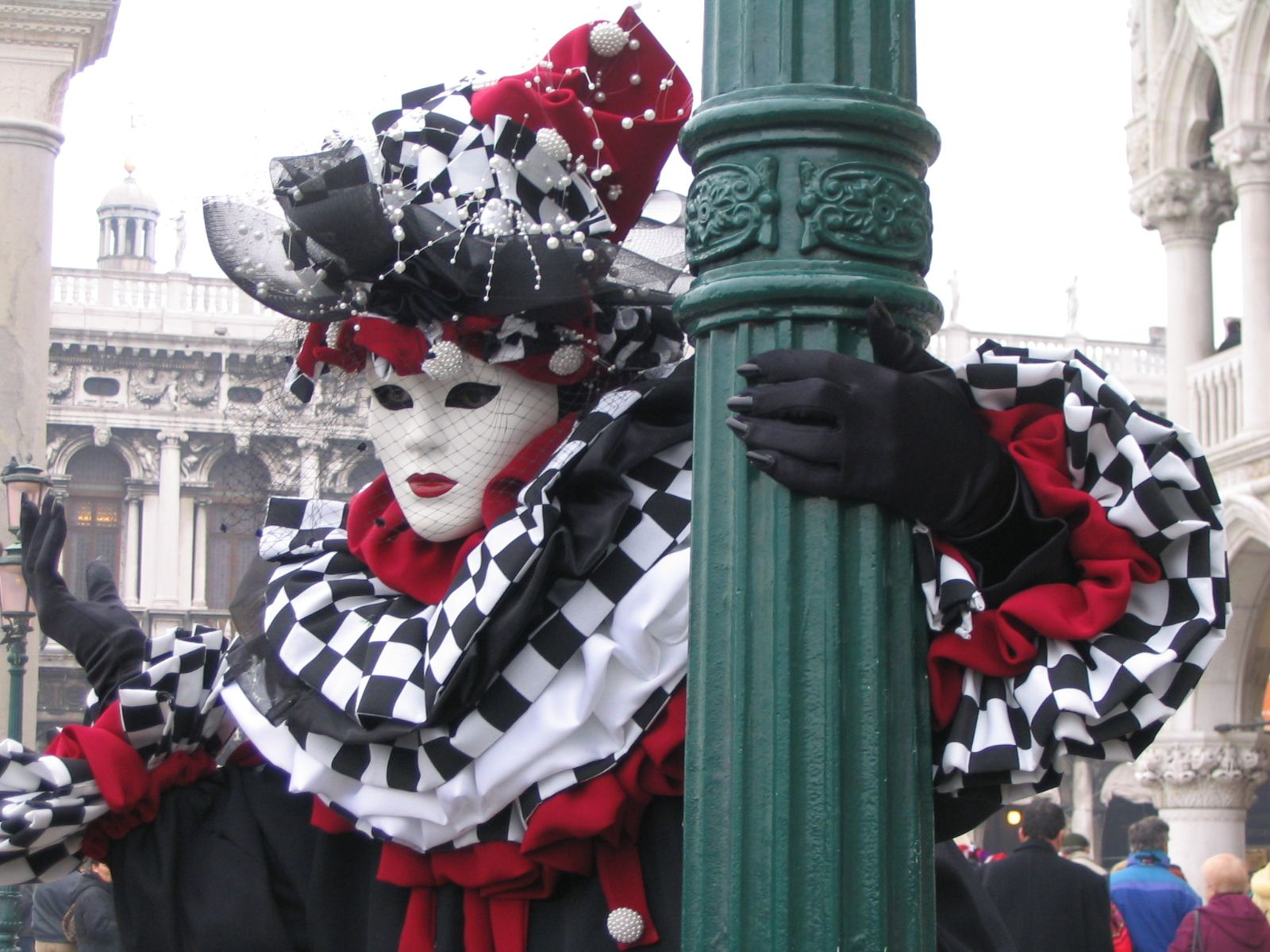
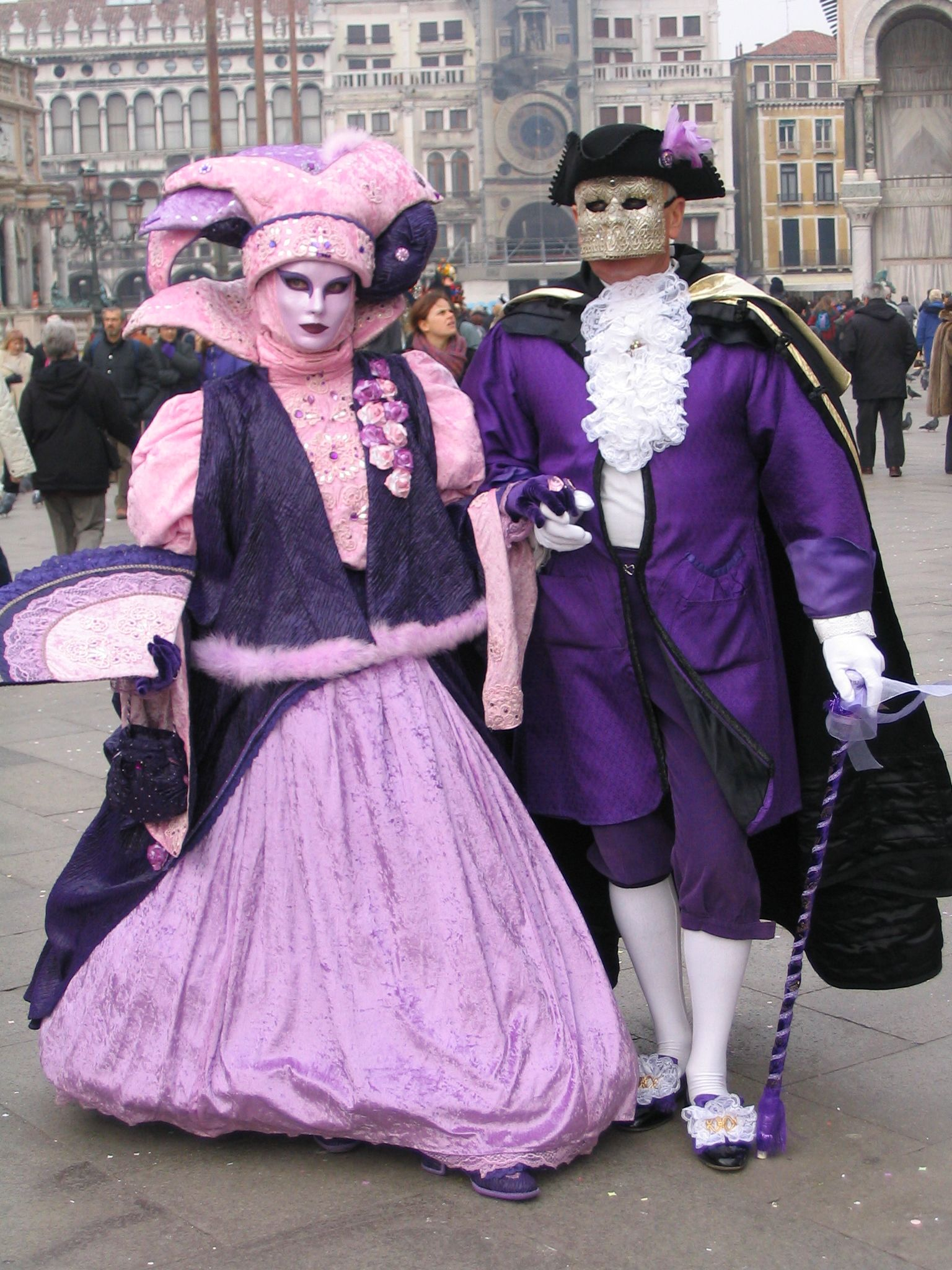
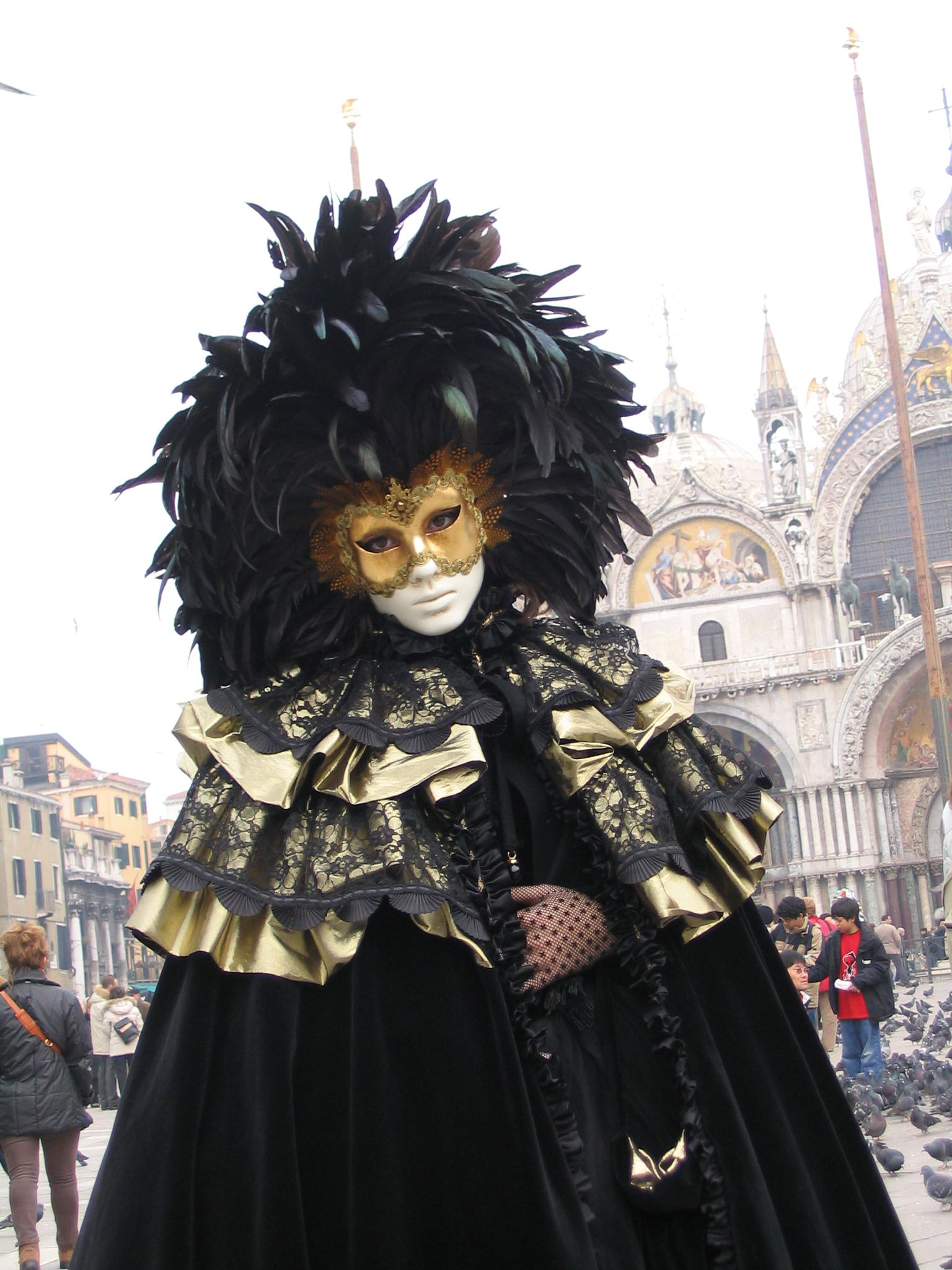
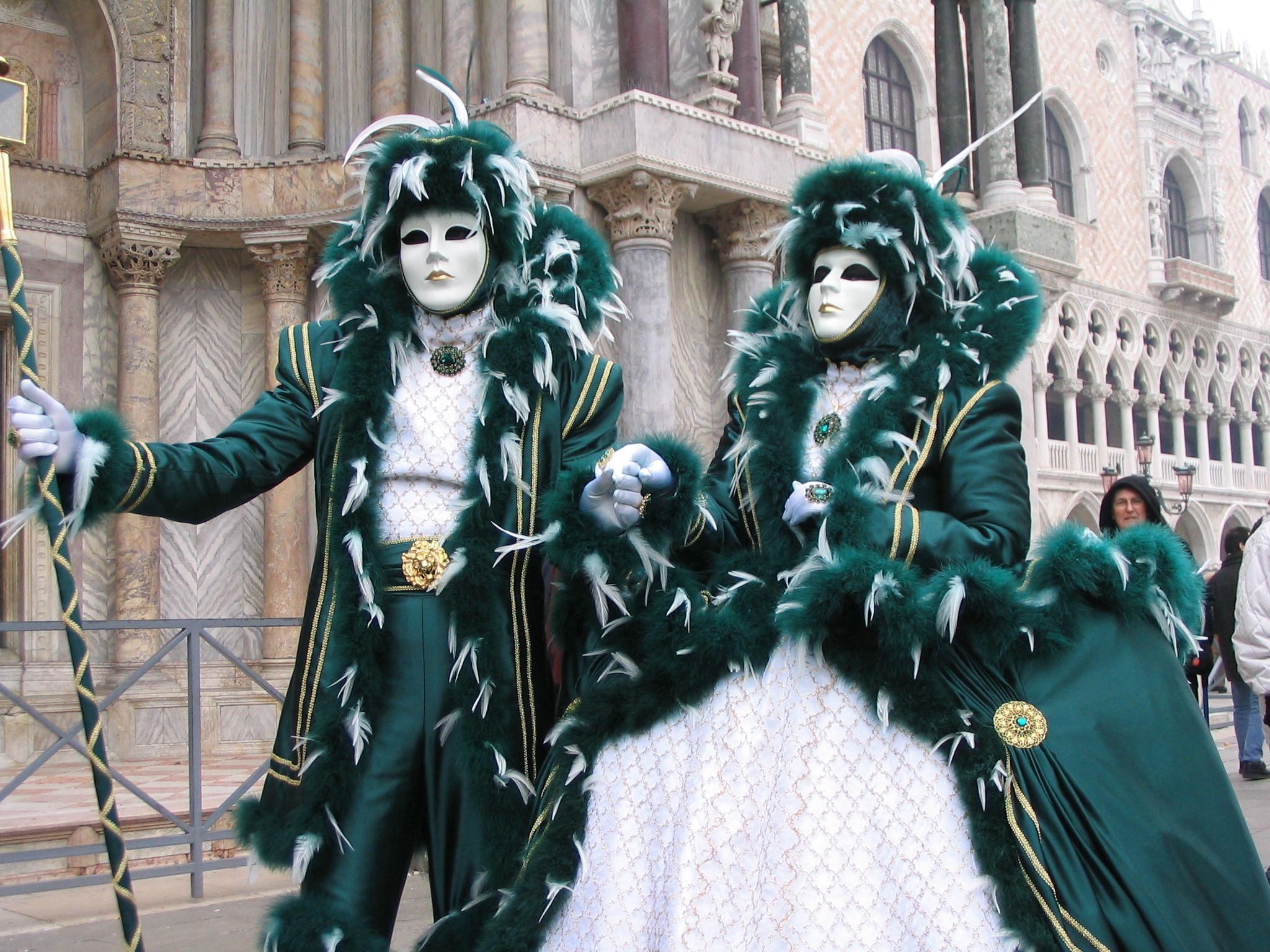
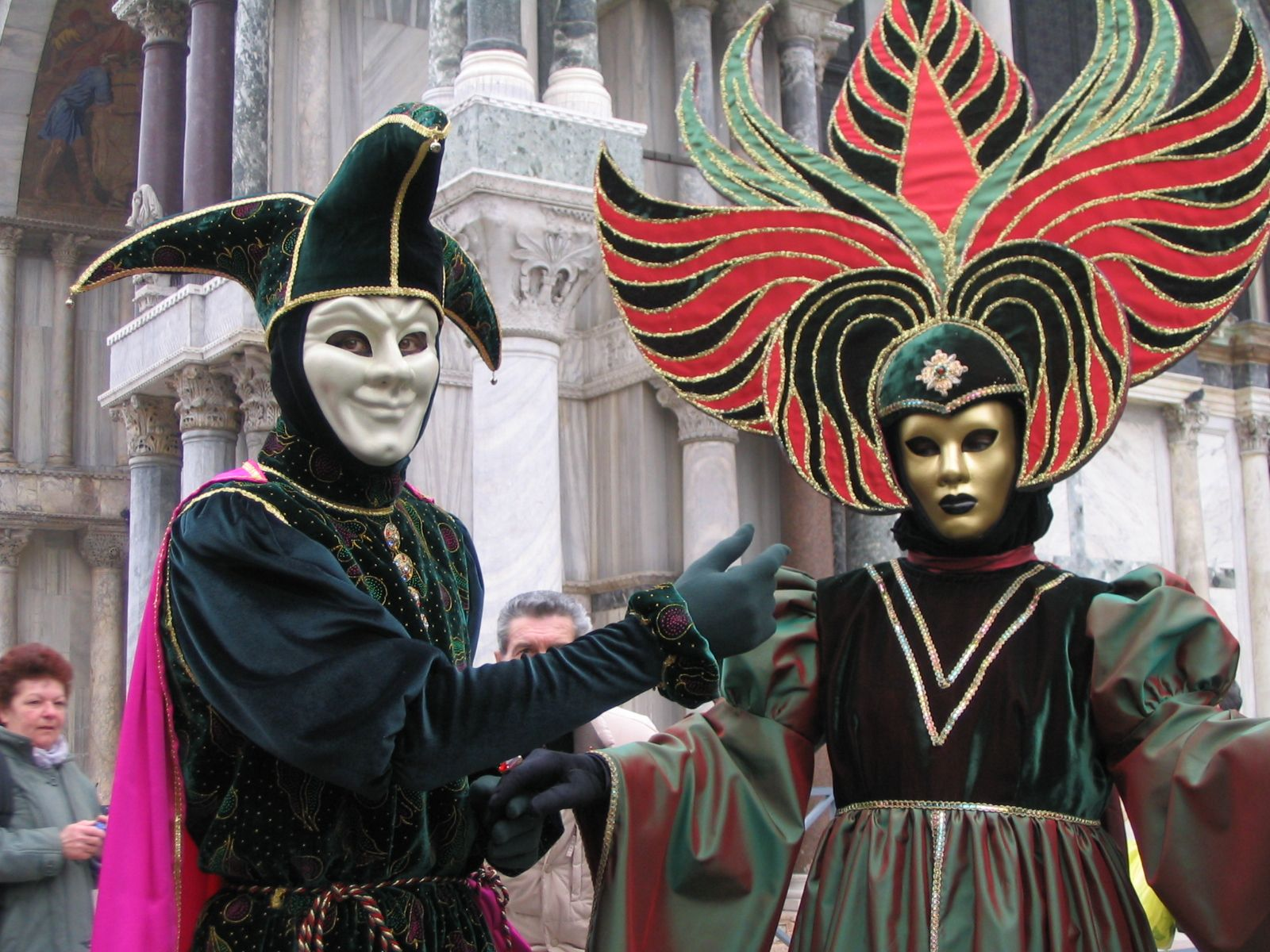
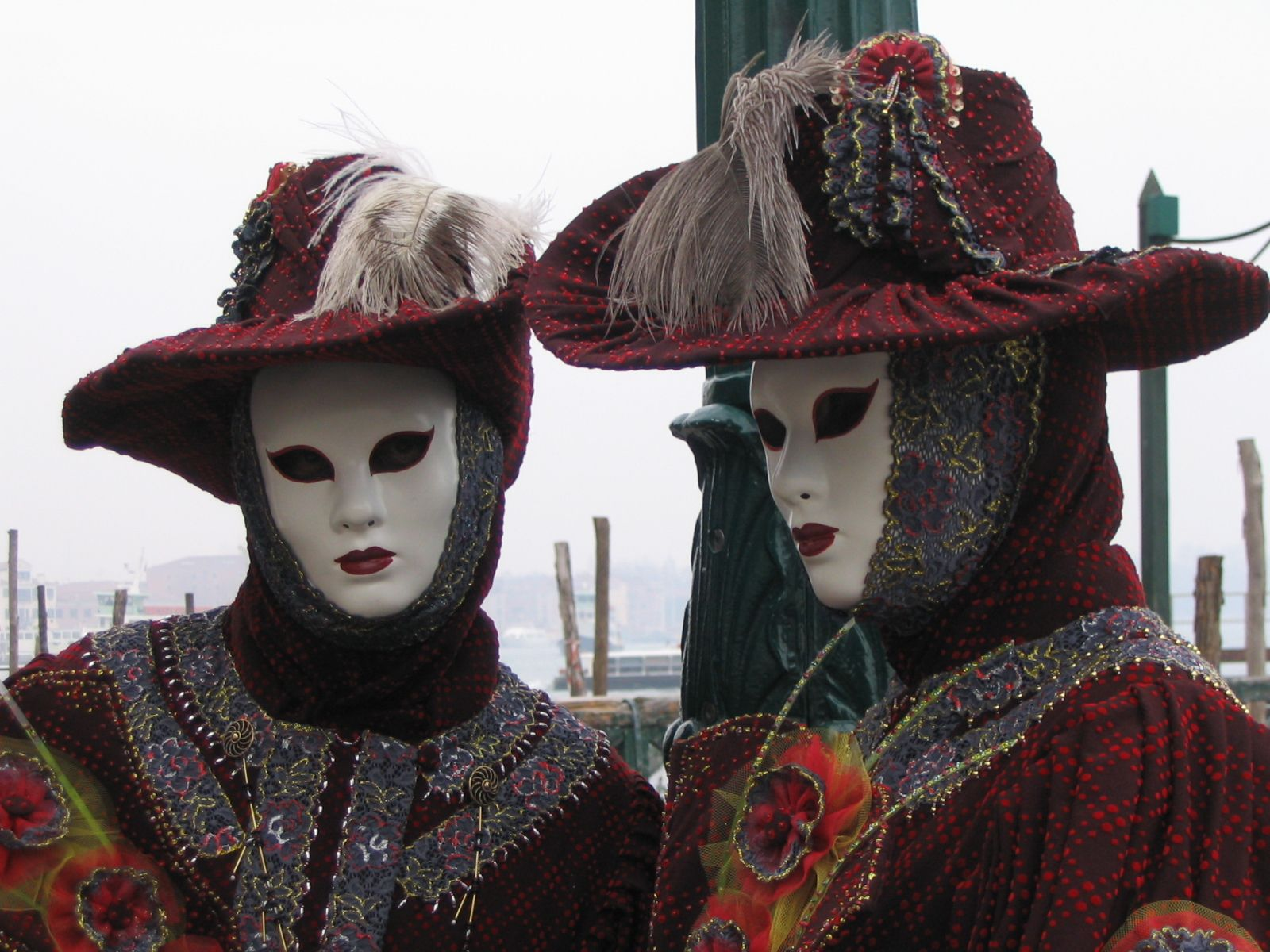
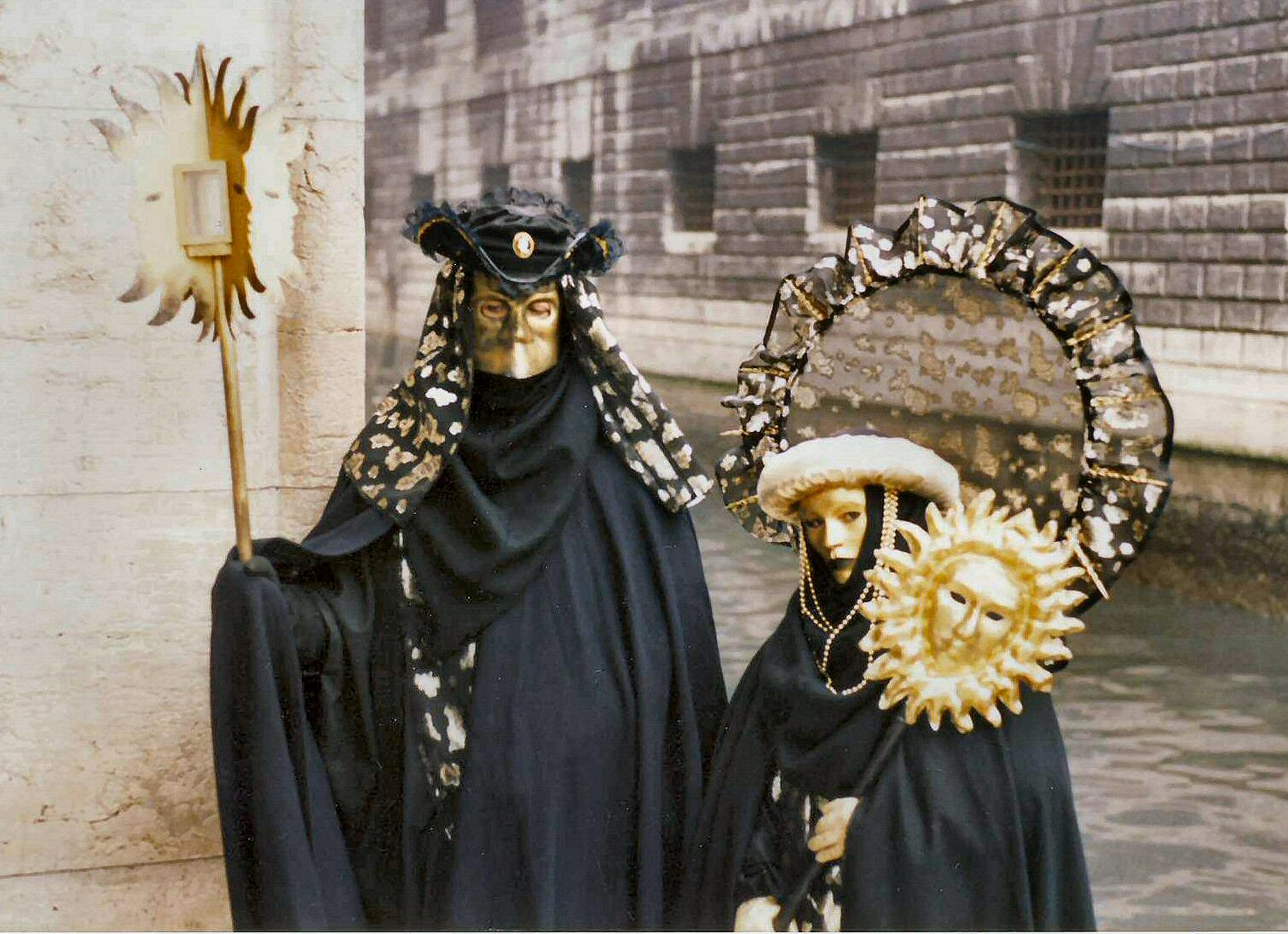
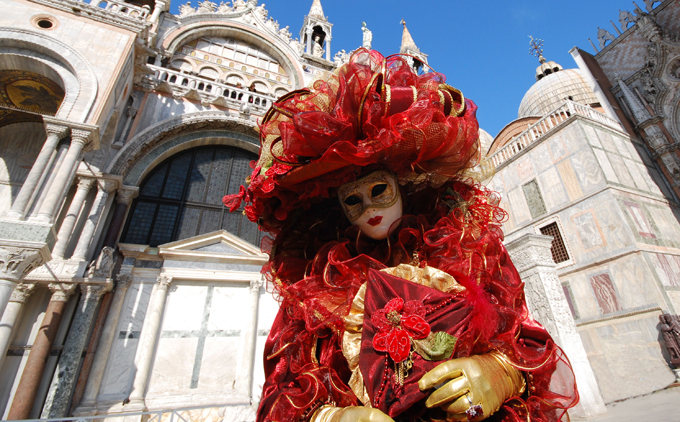
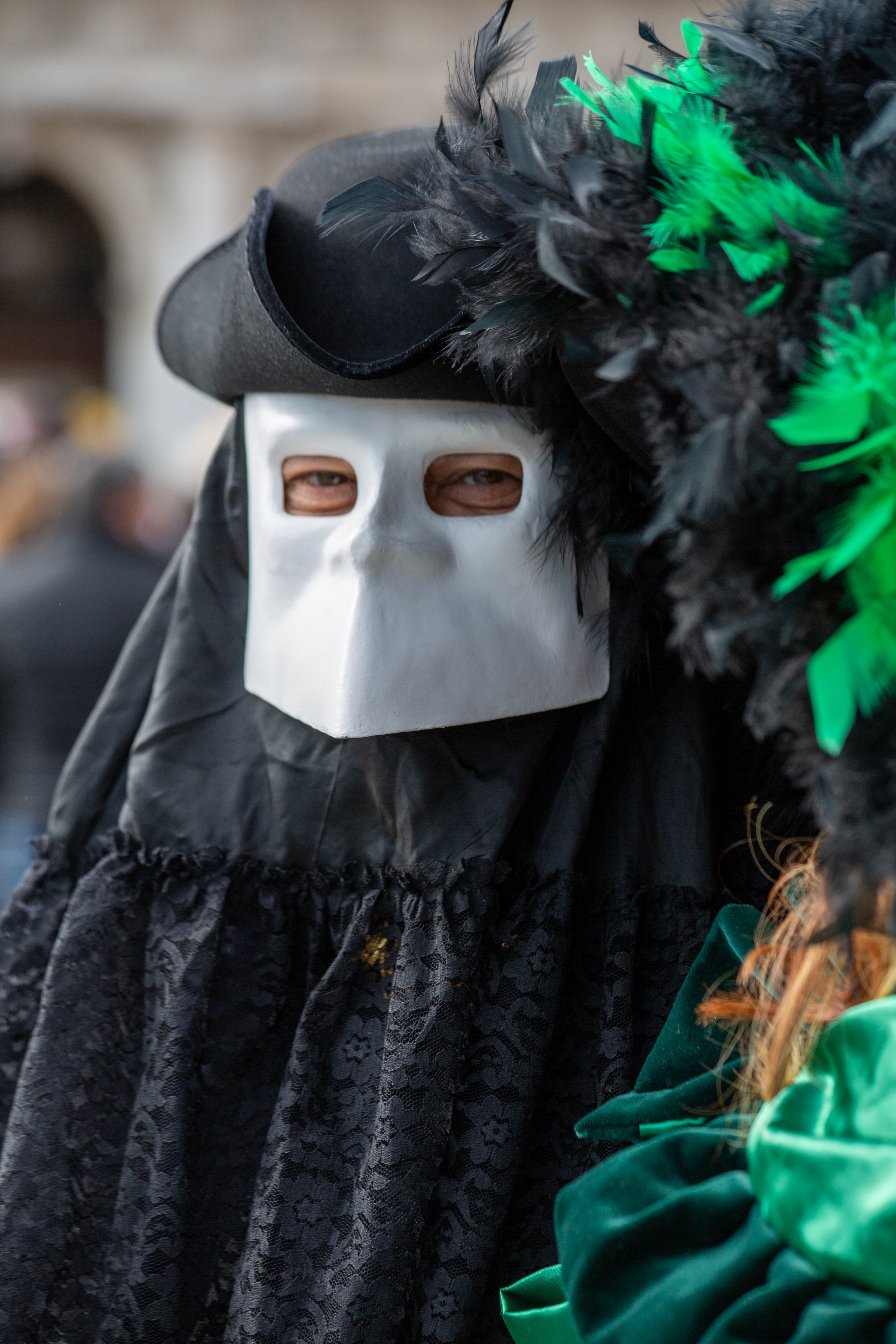
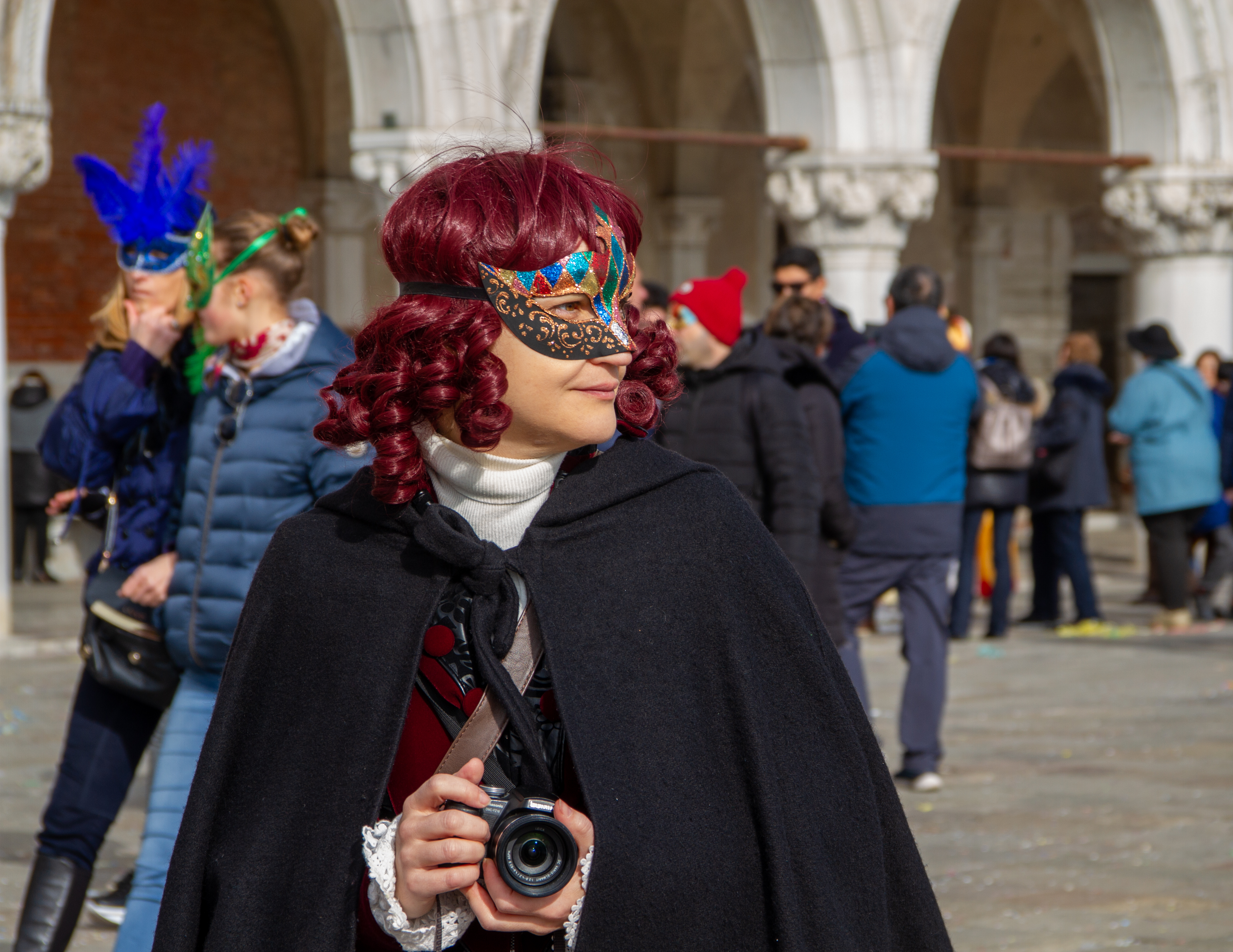
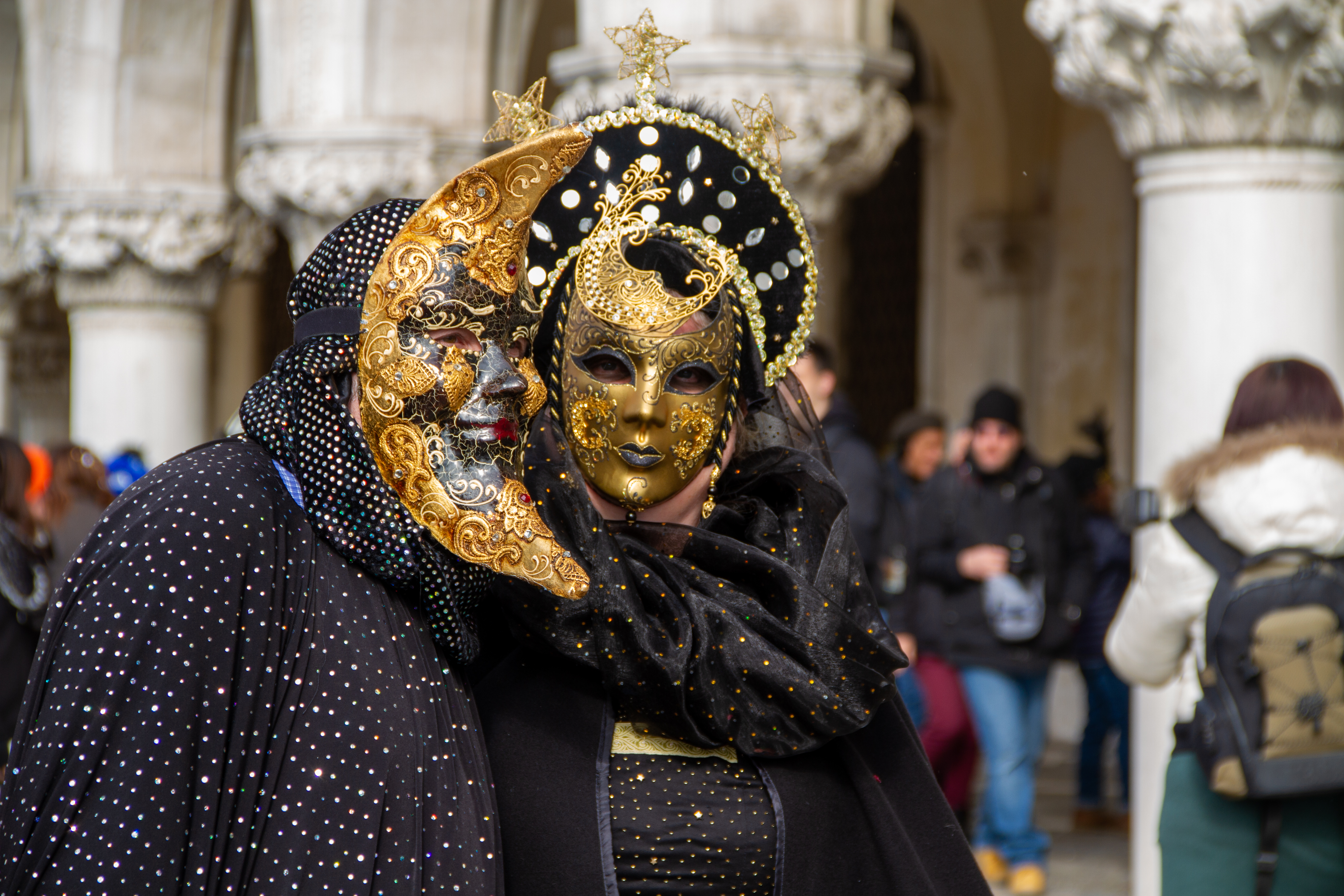
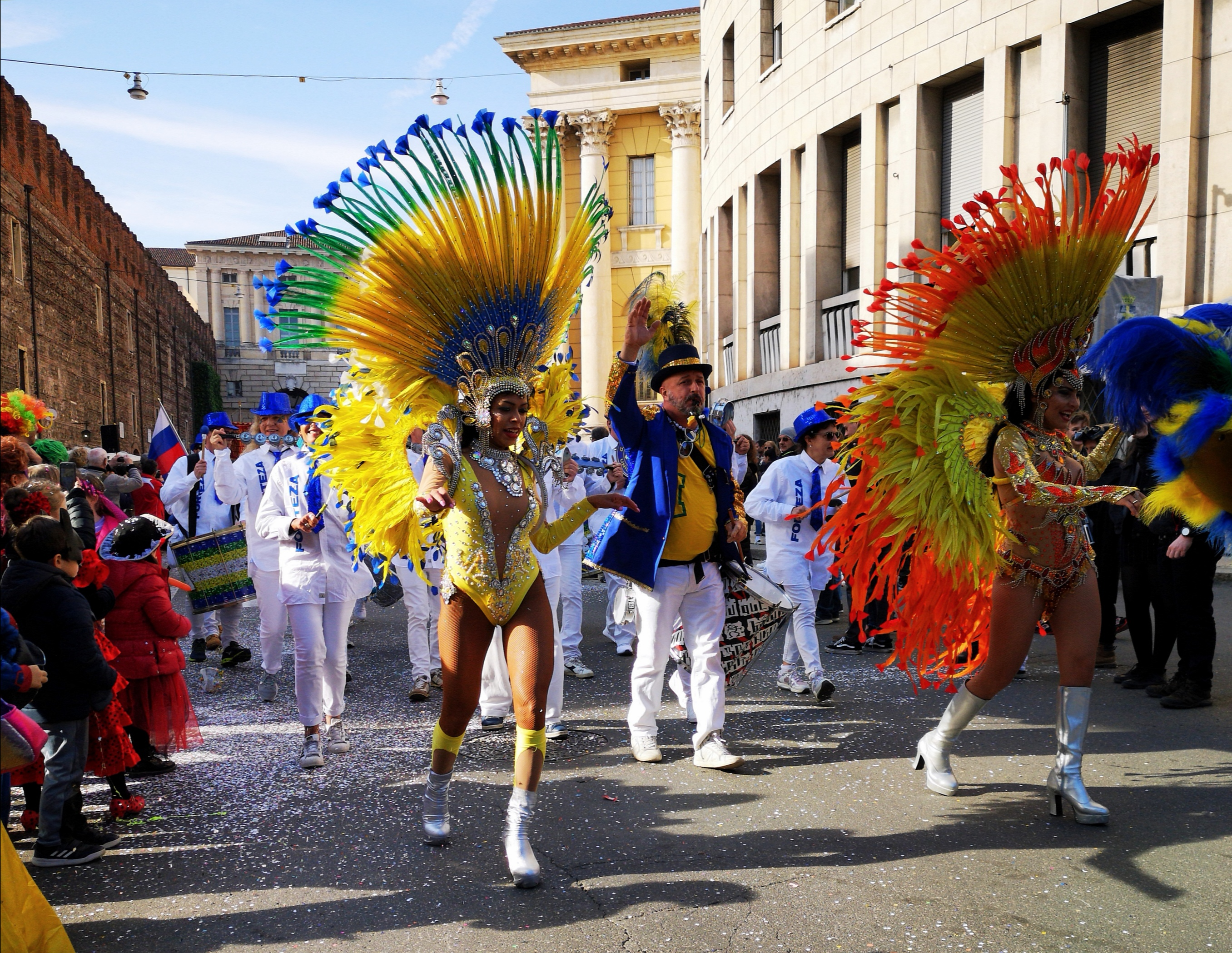
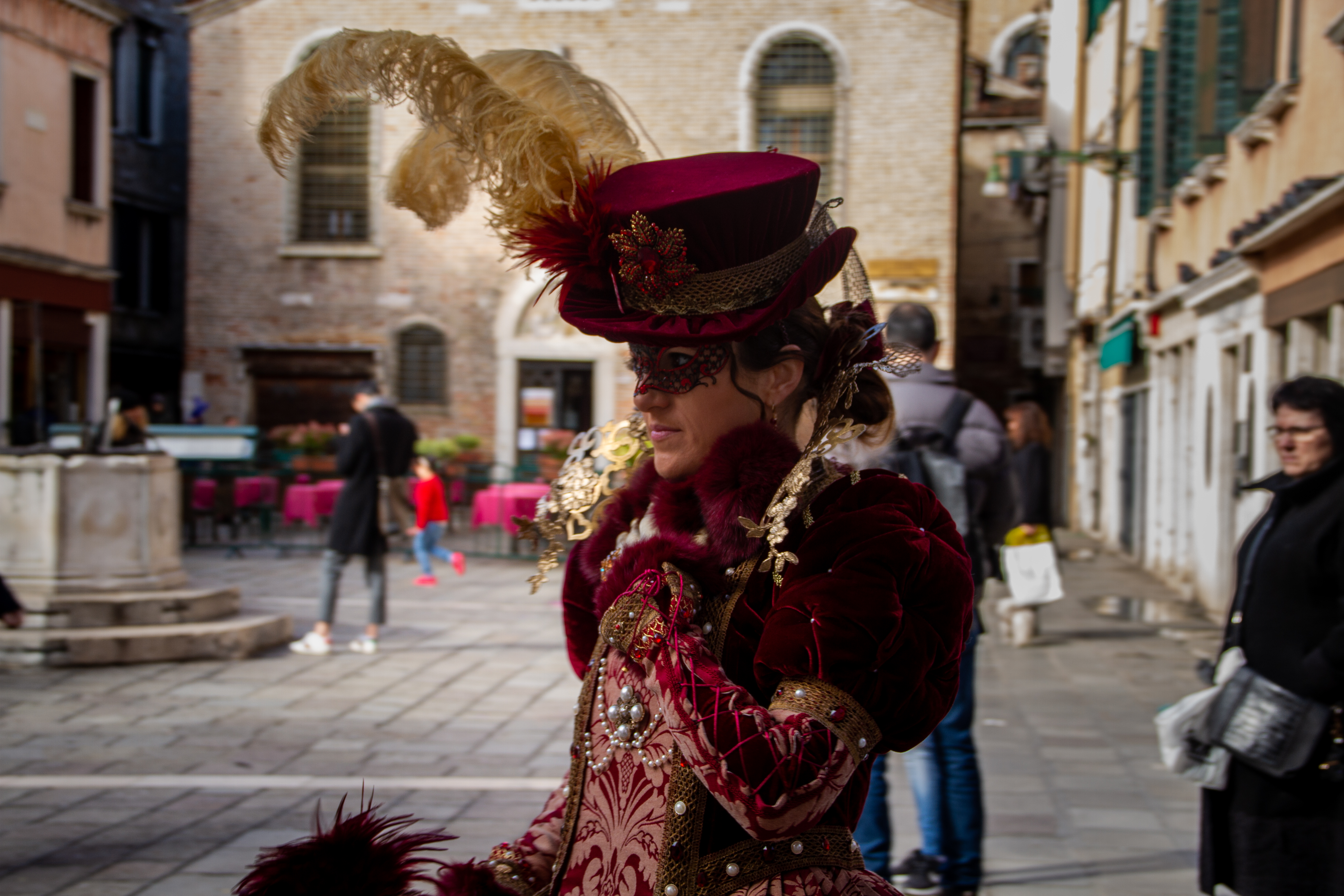
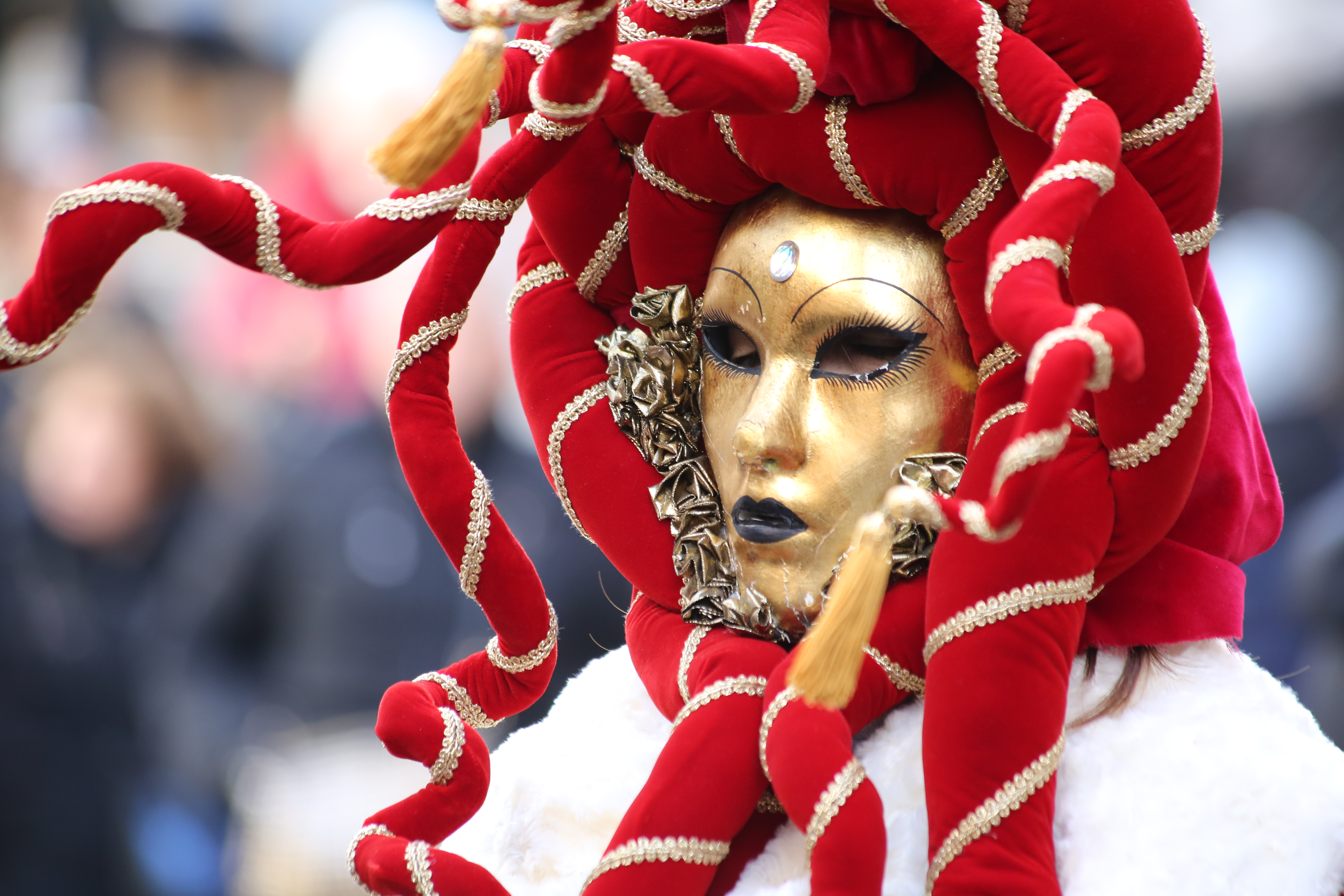

## Brasil
No Brasil, o Carnaval de Veneza acontece durante a Festa da Gastronomia em Nova Veneza, Santa Catarina, e Nova Veneza, Goiás.